# Aframomum citratum
Aframomum citratum är en enhjärtbladig växtart som först beskrevs av C.Pereira, och fick sitt nu gällande namn av Karl Moritz Schumann. Aframomum citratum ingår i släktet Aframomum och familjen Zingiberaceae. Inga underarter finns listade i Catalogue of Life.